# Zweckverband (Deutschland)
Ein Zweckverband ist eine interkommunale Kooperation zwischen Gemeinden und/oder Gemeindeverbänden zur Erfüllung eines festgelegten öffentlichen Zwecks.

## Allgemeines
Im Rahmen der Daseinsvorsorge muss jede Gemeinde insbesondere für die Sicherung des Eigenbedarfs der Gemeinde sowie ihrer Einwohner, des ortsansässigen Gewerbes und der Industrie mit öffentlichen Versorgungs- und Dienstleistungen, die Bereitstellung der öffentlichen Infrastruktur, die kommunale Siedlungspolitik mit dem Ziel einer Wohnungsversorgung für breite Schichten der Bevölkerung, städtebauliche Entwicklungs- und Sanierungsmaßnahmen, Unterstützung der Wirtschaftsförderung, Berücksichtigung sozialer Belange der Leistungsempfänger oder die Beseitigung sozialer und sonst unzuträglicher Missstände sorgen. Ein öffentlicher Zweck liegt auch dann vor, wenn damit keine Daseinsvorsorge betrieben wird; im sozialen Rechtsstaat können die Gemeinden im öffentlichen Interesse zahlreiche und vielgestaltige öffentliche Aufgaben übernehmen, die durch den öffentlichen Zweck gedeckt sind. Es genügt, dass die Betätigung für den öffentlichen Zweck objektiv erforderlich im Sinne von vernünftigerweise geboten ist. Diese vielfältigen Aufgaben können die Finanzkraft einer einzelnen Gemeinde überfordern, so dass sie sich etwa für die Wasserversorgung oder Abwasserbeseitigung mit anderen Kommunen zusammenschließen kann.

## Geschichte
Für die Preußische Landgemeindeordnung (PLGO) vom Juli 1891 waren Zweckverbände gemäß §§ 128 ff. PLGO „zur Wahrnehmung einzelner kommunaler Angelegenheiten“ bestimmt. Die Deutsche Gemeindeordnung (DGO) vom Januar 1935 kannte ebenfalls den Zweckverband, erwähnte ihn aber lediglich in § 69 Abs. 2 DGO: „Die Beteiligung der Gemeinde an einem Zweckverband, an dem ausschließlich öffentliche Körperschaften beteiligt sind, bleibt hiervon unberührt“. Mit dem Inkrafttreten des Reichszweckverbandsgesetzes (RZVG) vom Juni 1939 galten für kommunale Kooperationen einheitliche Vorschriften, wonach auch länderübergreifende Zweckverbände zulässig waren.
Diese zentralistische Gesetzgebung des Kommunalrechts endete mit Gründung der Bundesrepublik Deutschland, so dass seitdem Gemeindeordnungen auf Landesrecht beruhen wie etwa die Gemeindeordnung für das Land Nordrhein-Westfalen vom Oktober 1952.

## Rechtsfragen
Beim Zweckverband handelt es sich um einen öffentlich-rechtlichen Zusammenschluss mehrerer kommunaler Gebietskörperschaften zur gemeinsamen Erfüllung einer bestimmten Aufgabe, die entweder in Form eines öffentlich-rechtlichen Vertrags oder kraft Gesetz erfolgt. Nach dem Gesetz über kommunale Gemeinschaftsarbeit in NRW können die Kommunen sich zu Zweckverbänden zusammenschließen, um einzelne oder mehrere zusammenhängende kommunale Aufgaben zu erfüllen. Der Zweckverband stellt im Gegensatz zur kommunalen Arbeitsgemeinschaft und zur öffentlich-rechtlichen Vereinbarung eine eigene Rechtspersönlichkeit in Form der Körperschaft des öffentlichen Rechts dar und verwaltet die ihm übertragenen Angelegenheiten im Rahmen der Gesetze und seiner Satzung (Verbandssatzung) in eigener Verantwortung. Durch die Übertragung von kommunalen Aufgaben auf den Zweckverband ist den Gemeinden die Ausübung dieser Aufgaben in eigener Zuständigkeit untersagt.
In Brandenburg regelt das Landesgesetz, dass der Zweckverband kein Gemeindeverband ist, dass aber die entsprechenden Vorschriften auf ihn anwendbar sind. In NRW wird hingegen der Zweckverband dem Gemeindeverband gleichgestellt (§ 5 Abs. 2 Gesetz über kommunale Gemeinschaftsarbeit). Sein Körperschaftsstatus erfordert eine Satzung (Zweckverbandssatzung), Pflichtmitgliedschaft (Mitgliedskommunen), die Bildung der Organe (Zweckverbandsorgane) und die Regelung seiner Finanzen, so etwa die Umlageregelung.
Der Zweckverband stellt die häufigste Form interkommunaler Kooperation dar. Er wird im EU-Recht einheitlich als „LAU-Ebene“ definiert (englisch local administrative unit).
Satzung und Organe
In der Verbandssatzung sind die Mitglieder, die Aufgaben und der Name ebenso wie die Art der Finanzierung festgelegt. Letztere erfolgt je nach Aufgabe durch Erwirtschaftung eigener Einnahmen, z. B. Gebühren, durch Zuweisungen oder durch eine Verbandsumlage (von den Mitgliedern anteilig zu entrichten). Organe des Zweckverbandes sind regelmäßig die Zweckverbandsversammlung und der Verbandsvorsteher (z. B. NRW, Brandenburg und MV), in einzelnen Bundesländern auch der Verbandsgeschäftsführer (z. B. Niedersachsen oder Sachsen-Anhalt). Die Zweckverbandsversammlung besteht aus Delegierten der Mitglieder. Da jede Mitgliedskommune Delegierte in die Zweckverbandsversammlung entsendet, reicht die Zahl der Sitze häufig nicht für eine Vertretung der kleineren Fraktionen aus. Darüber hinaus tagen Zweckverbände in der Regel öffentlich.
Mitglieder der Verbände können neben den kommunalen Körperschaften auch der Bund, die Bundesländer oder andere Körperschaften, Anstalten und Stiftungen des öffentlichen Rechts sein, soweit nicht die für sie geltenden besonderen Vorschriften die Beteiligung ausschließen oder beschränken. Ebenso können natürliche Personen und juristische Personen des Privatrechts Mitglieder eines Zweckverbandes sein, wenn die Erfüllung der Verbandsaufgaben dadurch gefördert wird und Gründe des öffentlichen Wohles nicht entgegenstehen. In Deutschland gibt es mehrere Tausend Zweckverbände. Zurzeit erlebt diese Organisationsform nicht zuletzt aus ökonomischen Gründen eine Renaissance.

## Arten
Der Zusammenschluss von mindestens zwei Gemeinden zum Zweckverband kann dabei in zwei verschiedenen Formen erfolgen:
- Aufgrund eines freiwilligen öffentlich-rechtlichen Vertrags zwischen Gemeinden, dann wird von einem „Freiverband“ gesprochen (§ 5 I HessKGG) oder
- bei verpflichtender Mitgliedschaft aufgrund aufsichtsbehördlicher Verfügung oder Landesgesetz (§ 1 Abs. 2 Gesetz über kommunale Gemeinschaftsarbeit NRW; sog. „gesetzlicher Zweckverband“ oder „Pflichtverband“).

Ein „Zweckverband Breitbandversorgung“ ist für die Errichtung, den Ausbau und Betrieb von Glasfasernetzen zur Internetversorgung, zuständig.

## Beispiele (Auswahl)
- Zweckverband Abfallwirtschaft Region Hannover
- Zweckverband Bergerlebnis Berchtesgaden
- Zweckverband go.Rheinland
- Zweckverband Nahverkehr Westfalen-Lippe
- Zweckverband Oberschwäbische Elektrizitätswerke
- Zweckverband Ostholstein
- Zweckverband Regio-Nahverkehr Freiburg
- Zweckverband Mittelhessische Wasserwerke
- Zweckverband Verkehrsverbund Bremen/Niedersachsen
- Zweckverband Wasserversorgung Nordostwürttemberg

## Wirtschaftliche Aspekte
Nicht jede kleine Gemeinde muss sich beispielsweise ein eigenes Wasserwerk leisten, sondern kann sich mit benachbarten Gemeinden zusammenschließen, um ein gemeinsames Wasserwerk oder andere Großanlagen zu errichten und zu betreiben. Auf diese Weise wird das Finanzierungsrisiko und das Finanzrisiko der Investition auf mehrere Gemeinden verteilt und gleichzeitig für das Wasserwerk die Zahl der Nachfrager erhöht. Dieser Verbundeffekt sorgt für die Nutzung von Synergien und verschafft Kostenvorteile für die Gemeinden und die Bürger. Auf diese Weise entstehen Abwasserzweckverbände, öffentlicher Personennahverkehr, Schulverbände, Tourismus-Verbände wie der Zweckverband Bergerlebnis Berchtesgaden, Verkehrsverbünde, Verkehrsüberwachungen, Wasserzweckverbände oder auch der Zweckverband für Rettungsdienst und Feuerwehralarmierung.

## Zweckverbandssparkassen
Träger einer öffentlich-rechtlichen Sparkasse ist im Regelfall die Gemeinde, in der die Sparkasse ihren Geschäftssitz hat. Fusionen zwischen Sparkassen sind dann nur möglich, wenn die Trägergemeinden einen Zweckverband gründen, der lediglich die Aufgabe hat, mindestens zwei Sparkassen zu vereinigen. Dadurch entstehen Zweckverbandssparkassen. Beispiele sind die beiden Kölner Großsparkassen Sparkasse KölnBonn und Kreissparkasse Köln. Die Sparkasse KölnBonn entstand am 1. Januar 2005 durch die Fusion der Stadtsparkasse Köln mit der Sparkasse Bonn. Die rechtliche Fusion wurde mit der Zusammenführung der Kunden- und Produktdaten der beiden Vorgängerinstitute am 5. Juni 2006 technisch abgeschlossen. Die Kreissparkasse Köln ist keine Kreissparkasse, weil es einen Landkreis Köln seit dem Köln-Gesetz nicht mehr gibt, sondern eine Zweckverbandssparkasse, deren erste Fusion bereits im Januar 1923 stattfand. Zu ihrer Errichtung haben sich der Rhein-Erft-Kreis, der Rhein-Sieg-Kreis, der Rheinisch-Bergische Kreis und der Oberbergische Kreis zu einem Zweckverband zusammengeschlossen, der die Sparkasse trägt.

## Abgrenzung
Rechtlich ist der Zweckverband von einem Wasser- und Bodenverband zu unterscheiden. „Konkurrenz“ erhält der Zweckverband z. B. in Bayern von dem gemeinsamen Kommunalunternehmen, das eine Anstalt des öffentlichen Rechts ist. Die Mitgliedschaft einer Kommune in einem Zweckverband, verbunden mit der Übertragung einer oder mehrerer Aufgaben, ist im Rahmen der so genannten interkommunalen Kooperation vergaberechtsfrei, sie bedarf also keines vorgeschalteten Vergabeverfahrens.

## International
Auch in anderen Staaten gibt es kommunale Kooperationen, die von Struktur und der Aufgabenstellung mit Zweckverbänden vergleichbar sind. In Österreich heißen diese Gemeindeverband, in Luxemburg Syndikat. In den USA ist der Special-purpose district dem Zweckverband sehr ähnlich.